# Agnes Meyer Driscoll

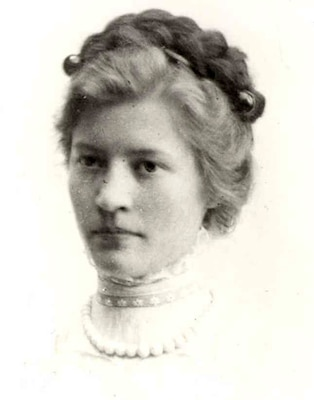
Agnes Meyer Driscoll

Agnes May Meyer Driscoll (* 24. Juli 1889 in Geneseo, Illinois, USA; † 16. September 1971) war eine US-amerikanische Kryptoanalytikerin.
Während sie heute zumeist mit dem Doppelnamen „Meyer Driscoll“ bezeichnet wird, nutzte sie selbst diesen nicht. Sie trug den Nachnamen Meyer vor ihrer Heirat (1924) und danach Driscoll.

## Leben
Agnes May Meyer wurde 1889 in der amerikanischen Kleinstadt Geneseo geboren, die im Henry County, einem County im US‑Bundesstaat Illinois in den Vereinigten Staaten liegt. Von 1907 bis 1909 besuchte sie zunächst das Otterbein-College in der Stadt Columbus im US‑Bundesstaat Ohio, danach die Ohio State University. Sie studierte Mathematik, Statistik, Physik, Musik sowie die Fremdsprachen Deutsch, Französisch, Latein und Japanisch und erwarb dort im Jahr 1911 den akademischen Grad Bachelor of Arts (A.B.). Im Jahr 1914 wurde sie als Fakultätsleiterin für Mathematik an die Amarillo High School in die texanische Großstadt Amarillo berufen.
Im Juni 1918, etwas mehr als ein Jahr nachdem die Vereinigten Staaten dem Deutschen Reich den Krieg erklärt und damit in den Ersten Weltkrieg eingetreten waren, trat Agnes Meyer der US-Kriegsmarine (US Navy) bei. Nach kurzer Zeit erreichte sie den für eine Frau damals höchstmöglichen Dienstgrad eines „Chief yeoman (F)“ (Leitender Verwaltungsunteroffizier, Zusatz F für female, also weiblich). Ihr Arbeitsgebiet war die Kryptanalyse, die sie innerhalb der Abteilung für Codes und Signale („Code and Signal section“) der Marinenachrichtentruppe („Naval Communications“) ausübte. Im Jahr 1924 heiratete Agnes Meyer den Washingtoner Anwalt Michael Driscoll und wurde Frau Driscoll. Mit Ausnahme einer zweijährigen Unterbrechung von 1923 bis 1924, während der sie für den amerikanischen Erfinder Edward Hebern in seiner Firma als technische Beraterin an der Entwicklung einer der ersten Rotor-Chiffriermaschinen arbeitete, blieb sie bis zum Jahr 1949 als eine der führenden Kryptoanalytikerinnen bei der US Navy.
Während ihres mehr als dreißigjährigen Berufslebens brach sie eine Reihe von Verschlüsselungsverfahren, wie den von den Amerikanern so genannten japanischen „Red Book Code“ in den 1920er-Jahren und den „Blue Book Code“ in den 1930er-Jahren. Dabei handelte es sich um Codebücher, die von der japanischen Marine für ihren geheimen Nachrichtenaustausch verwendet wurden. Im Jahr 1940 erreichte Agnes Driscoll als Code Girl einige wichtige Durchbrüche bei der Kryptanalyse eines überschlüsselten Codes, den die japanische Flotte für ihre Operationen verwendete und den die Amerikaner als „JN25“ bezeichneten, einfach weil es der 25. japanische Code war, den sie untersuchten. Kurz nach dem japanischen Angriff auf Pearl Harbor gelang es den amerikanischen Codeknackern, das japanische Verfahren vollständig aufzudecken, und in der Folge während des gesamten restlichen Pazifikkriegs alle japanischen Nachrichten, die in diesem Code verschlüsselt waren, zu entziffern. Die Japaner modifizierten ihre Methode zwar, aus „JN25“ wurde „JN25b“, so dass die Entzifferung wieder erschwert wurde, dennoch half die Fähigkeit der amerikanischen Codeknacker, japanische Funksprüche mitlesen zu können, der US Navy später wichtige Seeschlachten, wie die Schlacht im Korallenmeer und die Schlacht um Midway gegen die japanische Flotte zu gewinnen.
Außer als Codebrecherin (im engeren Sinne) arbeitete Agnes Driscoll auch an der Kryptanalyse von maschinellen Verschlüsselungsverfahren. Im Jahr 1935 war sie es, die den Einbruch in den japanischen Maschinenschlüssel, genannt „M‑1“, von den Amerikanern auch mit dem Decknamen „Orange“ bezeichnet, anführte. Dieser wurde von den japanischen Marineattachés auf der ganzen Welt für die geheime Kommunikation benutzt. Im Jahr 1940 arbeitete sie darüber hinaus an der von der deutschen Kriegsmarine, speziell von den deutschen U‑Booten verwendeten Variante der Rotor-Schlüsselmaschine Enigma, der Enigma‑M3.
Nach dem Zweiten Weltkrieg wurde sie im Jahr 1949 zunächst vom amerikanischen Geheimdienst, der Armed Forces Security Agency (AFSA) übernommen, bevor sie 1952 Mitarbeiterin der National Security Agency (NSA) wurde. Am 31. Juli 1959, also kurz nach ihrem 70. Geburtstag, ging sie in den Ruhestand.
Agnes Driscoll starb 1971. Sie wurde auf dem Nationalfriedhof Arlington bestattet.

## Postume Ehrung
Im Jahr 2000 wurde Agnes Meyer Driscoll in die Hall of Honor (deutsch: Ehrenhalle) der National Security Agency aufgenommen. Die Besonderheit dieser postumen Auszeichnung wird durch die Tatsache unterstrichen, dass sie nach Elizebeth Friedman als zweite Frau in dieser Form geehrt wurde.